# Buffalo Bill (périodique)
Pour les articles homonymes, voir Buffalo Bill (homonymie).
Buffalo Bill est un périodique de bande dessinée de petit format de l'éditeur Jeunesse et Vacances qui a eu 32 numéros de décembre 1973 à juin 1981 ainsi que 9 recueils. On retrouve aussi le personnage de Buffalo Bill dans la revue Carabina Slim.

## Séries publiées
- Bobby, champion de foot
- Buffalo Bill de Luigi Grecchi au scénario et Rafaël Mendez et Carlo Cossio au dessin : no 1 au no 34 (également dans la revue Carabina Slim du no 94 au no 154).
- Garrett le cavalier solitaire d'Arturo del Castillo
- Gora Gopal
- Les As du sport
- Rocky Rider de Luigi Grecchi puis Marco Baratelli au scénario avec les illustrations de Mario Uggeri
- Wolf Boy de Denis McLoughlin : no 19 au no 21